# Sweetener (песня)
«Sweetener» (с англ. — «Подсластитель») ― сингл американской певицы Арианы Гранде с её четвёртого студийного альбома с одноимённым названием, выпущенного в 2018 году.

## История
Песня была написана Арианой Гранде и Фарреллом Уильямсом, которые также занимались постановкой. Вокал Гранде был записан Сэмом Холландом и Ноем Пассовым в студии MXM в Лос-Анджелесе, штат Калифорния, при содействии Джереми Лертолы, который помогал звукорежиссёру. Фил Тан микшировал трек, а Джош Кэдвин был звукорежиссёром, с Эндрю Коулманом и Марком Ларсоном в качестве звукорежиссёра. Рэнди Меррилл позже освоил песню в Sterling Sound в Нью-Йорке.
Песня была представлена в музыкальном видео Гранде «No Tears Left to Cry», наряду с другими песнями. Гранде опубликовала свою фотографию, на которой она слушает песню, в Instagram. 21 июля 2018 года папарацци слили фрагмент Гранде, исполняющей песню в своей машине, позже в тот же день она подтвердила этот фрагмент в своем Twitter.

## Чарты
| Чарт(2018)                          | Высшая позиция |
| ----------------------------------- | -------------- |
| Австралия (ARIA)                    | 43             |
| Канада (Billboard Canadian Hot 100) | 44             |
| Франция (SNEP)                      | 183            |
| Hungary (Single Top 40)             | 20             |
| Ирландия (IRMA)                     | 15             |
| Нидерланды (Single Top 100)         | 77             |
| Новая Зеландия (Recorded Music NZ)  | 40             |
| Португалия (AFP)                    | 57             |
| Шотландия (OCC Scotland)            | 61             |
| Швеция (Sverigetopplistan)          | 96             |
| Великобритания (OCC UK Singles)     | 22             |
| США (Billboard Hot 100)             | 55             |